# Acraea nuda
Acraea nuda är en fjärilsart som beskrevs av Wichgraf 1914. Acraea nuda ingår i släktet Acraea och familjen praktfjärilar. Inga underarter finns listade i Catalogue of Life.